# Episodi di Nash Bridges (quarta stagione)
La quarta stagione della serie televisiva Nash Bridges è stata trasmessa in anteprima negli Stati Uniti d'America dalla CBS tra il 25 settembre 1998 e il 14 maggio 1999.
| nº | Titolo originale | Titolo italiano | Prima TV USA      | Prima TV Italia |
| -- | ---------------- | --------------- | ----------------- | --------------- |
| 1  | High Fall        |                 | 25 settembre 1998 |                 |
| 2  | Impostors        |                 | 2 ottobre 1998    |                 |
| 3  | Hot Prowler      |                 | 9 ottobre 1998    |                 |
| 4  | Overdrive        |                 | 16 ottobre 1998   |                 |
| 5  | Apocalypse Nash  |                 | 23 ottobre 1998   |                 |
| 6  | The Tourist      |                 | 30 ottobre 1998   |                 |
| 7  | Swingers         |                 | 6 novembre 1998   |                 |
| 8  | Warplay          |                 | 13 novembre 1998  |                 |
| 9  | Firestorm        |                 | 20 novembre 1998  |                 |
| 10 | Hardball         |                 | 4 dicembre 1998   |                 |
| 11 | Mystery Dance    |                 | 18 dicembre 1998  |                 |
| 12 | Shoot the Moon   |                 | 8 gennaio 1999    |                 |
| 13 | Gimme Shelter    |                 | 15 gennaio 1999   |                 |
| 14 | Superstition     |                 | 12 febbraio 1999  |                 |
| 15 | Resurrection     |                 | 19 febbraio 1999  |                 |
| 16 | Pump Action      |                 | 26 febbraio 1999  |                 |
| 17 | Hide and Seek    |                 | 5 marzo 1999      |                 |
| 18 | Boomtown         |                 | 26 marzo 1999     |                 |
| 19 | Angel of Mercy   |                 | 2 aprile 1999     |                 |
| 20 | Power Play       |                 | 16 aprile 1999    |                 |
| 21 | Vendetta         |                 | 23 aprile 1999    |                 |
| 22 | Crash and Burn   |                 | 30 aprile 1999    |                 |
| 23 | Frisco Blues     |                 | 7 maggio 1999     |                 |
| 24 | Goodbye Kiss     |                 | 14 maggio 1999    |                 |